# Ribera Baja
Ribera Baja (baskijski: Erribera Beitia) – gmina w Hiszpanii, w prowincji Araba, w Kraju Basków, o powierzchni 25,36 km². W 2011 roku gmina liczyła 1332 mieszkańców.